# 哥舒翰
哥舒 翰（かじょ かん、 生年不詳 - 至徳2載10月16日（757年12月1日））は、唐の将軍。テュルク系突騎施（テュルギシュ、西突厥の主流となっていた部族）出身。吐蕃との戦いで活躍したが、安史の乱で敗北し、捕らえられ殺害された。

## 生涯

### 武将時代
突騎施の族長、哥舒部の末裔。父の哥舒道元が安西都護将軍であったため、安西に住んでいた。母はホータン王国（于闐）の王女であったという。家は富み、任侠を重んじていた。唐の都・長安に赴き、市場で酒や博打をたしなんでいた。40歳を過ぎてから父が死ぬ。安西に帰らずに河西に行き、節度使の王倕に仕えて軍功をたてた。後、王忠嗣に仕えて衙将となる。
左氏春秋・漢書を読み、大意に通じていた。財産にこだわらず人によく施し、士心を得ていた。吐蕃を討った時に、命令に従おうとしなかった副将を自ら殺すような厳酷さもあった。吐蕃との戦いにおいて、自ら槍を持って敵をうち破ったために名が響き渡った。隴右副節度使となり、唐に麦を狙って進入してきた吐蕃軍5千を伏兵を使って皆殺しにしている。
哥舒翰は剛勇であった。落馬しながらも大声を発して吐蕃の三将を押しとどめ、援軍とともに殺した説話や、逃げる敵の肩を打って振り向いたところを喉を刺して殺し、左車という名の従者がその首を切ったという話が残っている。
天宝6載（747年）、王忠嗣が軍を進めなかった罪で弾劾された時には、入朝して王忠嗣の釈明を行った。一人で玄宗の前に出て、己と官職をもってあがなうと訴えている。この時に、「直道があれば、冤罪で死ぬこともないし、なければ、賄賂を贈ってもどうにもなるまい」と語ったと伝えられる。ために、王忠嗣は死罪を免れた。
天宝7載（748年）、青海地方に城を築いて吐蕃を破り、青海に近づかせなかった。

### 節度使・哥舒翰
天宝8載（749年）、隴右節度使として、王忠嗣が左遷される原因となった吐蕃の石堡城の攻略を命じられる。隴右・河西・朔方・河東及び突厥の兵合わせて10万を率いて攻め込んだ。石堡城は難攻不落であったが、数万の兵を失いつつも落城させた。
同じ節度使の安禄山とその従兄弟の安思順と仲が悪かった。来朝した時に安禄山から「私の父は（西域の）胡人。母は突厥。あなたの父は突厥。母は（西域の）胡人。族類が同じようなのに、なぜ、仲が悪いのかね？」と尋ねられ、「ことわざに『狐が穴に向かって吠えるのは不祥である』というものがある。根本を忘れているからだ。心を尽くすつもりはあるのだが」と答えた。安禄山は侮辱されたと思って怒り「突厥とはこのようなものか」といったため、反論しようとする。しかし、高力士の仲介で酔ったことにして席を外したことがあった。
河西節度使を兼ね、涼国公となる。吐蕃を破って九曲の地を奪い、西平郡王に封じられた。安禄山と対立する宰相の楊国忠と組み、太子少保に任じられた。この頃から哥舒翰は酒や色を好んだため病体となり、長安に入り、屋敷から外出することはなかったと伝えられる。

### 安史の乱
天宝14載（755年）、安禄山が反旗をひるがえし安史の乱が勃発した。洛陽は陥落。唐軍は潼関まで退いたが、司令官となった封常清は敗戦の罪で、高仙芝は退却と着服（これは冤罪であった）の罪で処刑された。新たに哥舒翰が兵馬元帥に任じられ、潼関に赴任した。哥舒翰は病気をもって固辞しようとしたが玄宗に拒絶されたと伝えられる。
哥舒翰は病身であり、御史中丞の田良丘に指揮をゆだねたが統率がとれず、騎兵を率いる王思礼と歩兵を率いる李承光が対立していた。また、哥舒翰は厳酷で恩愛が少なく、宦官の袁思芸から報告を受け、玄宗が兵士に与えるために送った衣を蔵の中に入れていた。さらに、監軍の李大宜が兵士が飢えている状況で、遊びにふけっていた。ために、士気は振るわなかったと伝えられる。
至徳元載（756年）、潼関に攻めてきた安禄山の息子・安慶緒を撃退する。不仲であった安思順への安禄山からの手紙をでっち上げて弟の安元貞ともども誅殺に追い込んだ。
安禄山が楊国忠誅殺を大義名分としていた。そのため、王思礼は軍を長安の方に進めて、君に楊国忠を誅することを上奏することを求め、楊国忠をさらって殺すことを求める。だが、哥舒翰は謀反人になってしまうとして却下する。
楊国忠も警戒を強め、李福徳と杜乾運を将として哥舒翰に備える。哥舒翰は、杜乾運をおびきよせ殺してしまい、対立が強まった。

### 潼関と戦いとその後
この頃、潼関を出て敵を撃破すべきと上奏するものがおり、玄宗は進軍するように命じた。哥舒翰は守戦が利として反対する。北地で戦っていた郭子儀と李光弼も守るべきと上奏したが、楊国忠が強硬に言い張り玄宗も同意した。
何度も出撃命令の使者を送られた哥舒翰は慟哭したが、20万の兵を率い潼関から出た。
安禄山軍の武将・崔乾祐と交戦するが、伏兵にあい大敗。潼関に退却し、敗残兵8千を率いて再戦を試みるが、武将の火抜帰仁が裏切ったために捕らえられる。火抜帰仁は、安禄山軍の田乾真に降伏し、哥舒翰は洛陽に送られる。
この時、安禄山に平伏して、「陛下（安禄山）のために、李光弼や魯炅を書状で招きましょう」と言ったと伝えられる。なお、火抜帰仁は不忠として安禄山に殺された。
しかし、諸将の返書が哥舒翰が節に死ななかったことを責めた内容であったために、軟禁されてしまう。至徳2載（757年）10月、唐軍の洛陽回復の際、逃亡する安慶緒によって殺される。

## 伝記資料
- 『旧唐書』巻百四 列伝第五十四「哥舒翰伝」
- 『新唐書』巻百三十五 列伝第六十「哥舒翰伝」
- 『資治通鑑』